# Ceratophyllus gallinae
A Ceratophyllus gallinae a rovarok (Insecta) osztályának a bolhák (Siphonaptera) rendjébe, ezen belül a Ceratophyllidae családjába tartozó faj.

## Tudnivalók
A Ceratophyllus gallinae európai elterjedésű bolhafaj, amely főleg a madarak (Aves) vérével táplálkozik. A léprigó (Turdus viscivorus) egyik fő külső élősködője. Amikor nem táplálkozik, nem a madarak testén, hanem azok fészkeiben tartózkodik.
Ezt a külső élősködőt 1803-ban Franz von Paula Schrank, német botanikus és entomológus írta, illetve nevezte meg először.

## Fordítás
- Ez a szócikk részben vagy egészben  a   Ceratophyllus gallinae című angol Wikipédia-szócikk ezen változatának fordításán alapul.  Az eredeti cikk szerkesztőit annak laptörténete sorolja fel. Ez a jelzés csupán a megfogalmazás eredetét és a szerzői jogokat jelzi, nem szolgál a cikkben szereplő információk forrásmegjelöléseként.